# チョンジン
チョンジン（朝鮮語: 전진、前進、1980年8月19日 - ）は、韓国の6人組の男性アイドルグループ「SHINHWA」のメンバー。血液型はB型。ラップ担当。
本名はパク・チュンジェ（朝鮮語: 박충재、朴忠裁）。
父親はトロット歌手のチャーリー・パク。

## ディスコグラフィー

### アルバム
- 1集「前進New Decade」（2008年4月）
- 1集リパッケージ「Together 4ever」（2008年8月）

### その他のアルバム
- 「愛が来ない」（2006年11月）
- シングルアルバム「フォーエバー」（Forever）（2007年2月）
- ミニアルバム「Fascination」（2009年5月）
- プロジェクトアルバム、人事
- ＃REAL＃（2015年9月）
- ＃REAL＃IN LA（2015年12月）

## コンサート
- 2008 JUNJIN 1st CONCERT - "2gether 4ever"
- 2009 JUNJIN Forever With You
- 2009 JUNJIN LAST CONCERT in Seoul
- JUNJIN 2015 ASIA TOUR "REAL"

### トークコンサート
- 2013年 JUNJIN LIVE TALK CONCERT "三十四、前進とチュンジェ間"
- 2014年 JUNJIN LIVE TALK CONCERT
- 2016年 FM JUNJIN Hz -前進のラジオデイズ

## 出演

### ドラマ
- 九尾狐外伝（2004年、KBS）九尾狐族最強ハンター、ムヨン役
- サマービーチ～海辺へ行こう～（2005年）

## 広報大使
- 2002年5月 学校暴力対策国民協議会の広報大使
- 2007年9月 光州キムチ祭り広報大使
- 2009年8月 東大門を世界に広報大使
- 2012年2月 上海、韓国観光名誉広報大使
- 2015年8月 貞洞劇場の広報大使